# الدوري اليوناني 2009–10
الدوري اليوناني لكرة القدم 2009-10 (باليونانية: Σούπερ Λίγκα 2009–10)‏ هو موسم من الدوري اليوناني لكرة القدم. أقيم خلال الفترة 22 أغسطس 2009 وحتى 11 أبريل 2010، وأشرف على تنظيمه الاتحاد الإغريقي لكرة القدم، وكان عدد الأندية المشاركة فيه  16، وفاز فيه باناثينايكوس.